# ستيفن سيمز
ستيفن سيمز (بالإنجليزية: Stephen Sims)‏ (11 ديسمبر 1895 في المملكة المتحدة - 1 فبراير 1973 في المملكة المتحدة) هو لاعب كرة قدم بريطاني (وحمل سابقاً جنسية المملكة المتحدة لبريطانيا العظمى وأيرلندا) في مركز الدفاع. لعب مع ليستر سيتي ونادي بريستول روفيرز ونادي بريستول سيتي ونادي بيرنلي ونيوبورت كونتي ونادي ويموث.